# Balada o Cable Hogueovi
Balada o Cable Hogueovi (v originále The Ballad of Cable Hogue) je americký western z roku 1970. Natočil jej režisér Sam Peckinpah podle scénáře, jehož autory byli John Crawford a Edmund Penney. Ve snímku hráli Jason Robards, Stella Stevens, David Warner a další. Odehrává se v arizonské poušti v době, kdy byly uzavřeny hranice. Snímek sleduje tři roky v životě neúspěšného prospektora. Autorem hudby k filmu je Jerry Goldsmith. Velšský hudebník a skladatel John Cale se filmem inspiroval ve své písni „Cable Hogue“ z alba Helen of Troy.